# William Harvell
William Gladstone Harvell (Aldershot, 25 de septiembre de 1907-Portsmouth, 13 de mayo de 1985) fue un deportista británico que compitió en ciclismo en la modalidad de pista. Participó en los Juegos Olímpicos de Los Ángeles 1932, obteniendo una medalla de bronce en la prueba de persecución por equipos.

## Medallero internacional
| Juegos Olímpicos | Juegos Olímpicos             | Juegos Olímpicos  | Juegos Olímpicos        |
| Año              | Lugar                        | Medalla           | Competición             |
| ---------------- | ---------------------------- | ----------------- | ----------------------- |
| 1932             | Los Ángeles (Estados Unidos) | Medalla de bronce | Persecución por equipos |